# Edgar Allan Poe
Edgar Allan Poe, född 19 januari 1809 i Boston, Massachusetts, död 7 oktober 1849 i Baltimore, Maryland, var en amerikansk poet, novellist, redaktör och litteraturkritiker. Han var en förgrundsgestalt inom den senromantiska litteraturen i USA. Poe är mest känd för sina berättelser om skräck, mystik och sällsamma äventyr. Han var en av de tidiga amerikanska novellförfattarna och räknas som skapare av detektivgenren. Han anses även ha bidragit till den framväxande science fiction-genren.
Poe föddes i Boston. Hans föräldrar avled när han fortfarande var barn och han omhändertogs av John och Frances Allan i Richmond, Virginia. Han växte upp där och under några år i England i relativt välstånd men blev aldrig formellt adopterad av paret Allan. Efter en kort period vid University of Virginia och ett kortvarigt försök till en militär karriär skildes Poes och Allans vägar. Poes publicistiska karriär började blygsamt med en anonym diktsamling kallad Tamerlane and Other Poems (1827), med författaren bara angiven som "a Bostonian". Poe flyttade till Baltimore för att bo hos släktingar och bytte fokus från poesi till prosa. I juli 1835 blev han biträdande redaktör för Southern Literary Messenger i Richmond, där han bidrog till att öka antalet prenumeranter och utvecklade sin egen stil som litteraturkritiker. Samma år gifte han sig med sin 13-åriga kusin Virginia Eliza Clemm.
Efter en roman med ringa framgång, Arthur Gordon Pyms äventyr (The Narrative of Arthur Gordon Pym of Nantucket), publicerade Poe sin första novellsamling, Tales of the Grotesque and Arabesque, 1839. Samma år blev Poe redaktör för Burton's Gentlemen's Magazine och, senare, Graham's Magazine i Philadelphia. Det var i Philadelphia som många av hans mest välkända verk kom att publiceras. I den staden planerade Poe också att starta sin egen tidskrift, The Penn (senare omdöpt till The Stylus), men den blev aldrig verklighet. I februari 1844 flyttade han till New York och arbetade vid Broadway Journal, en tidskrift som han så småningom skulle bli ensam ägare till. 
I januari 1845 publicerade Poe Korpen (The Raven) som blev en omedelbar framgång, men bara två år senare avled hans fru Virginia i tuberkulos den 30 januari 1847. Poe övervägde att gifta om sig, men gjorde aldrig det. Den 7 oktober 1849 avled Poe vid 40 års ålder i Baltimore. Dödsorsaken blev aldrig klarlagd, vilket har givit upphov till många spekulationer då Poe hittades i kläder som inte tillhörde honom. Hans död har bland annat tillskrivits alkohol, droger, kolera, rabies, självmord (detta troligen på grund av förväxling med hans självmordsförsök året före), tuberkulos och hjärtsjukdom. Även den exakta platsen för hans grav är omstridd.
Arvet efter Poe är bland annat ett betydande inflytande på litteraturen i USA och runtom i världen liksom i specialiserade områden som kosmologi och kryptografi. Dessutom förekommer Poe och hans verk allmänt i populärkultur och litteratur, musik, film, TV, TV-spel etc. Han omnämns exempelvis i Beatles-låten I Am the Walrus och Green Days St. Jimmy. Vissa av hans bostäder är idag museer och ett av dessa ligger i delstaten Virginia och har den finaste samlingen av Poes verk som innefattar brev och personliga tillhörigheter. Det öppnade år 1922 i "The old Stone House", bara några kvarter från hans första hus.

## Liv och karriär

### Uppväxt

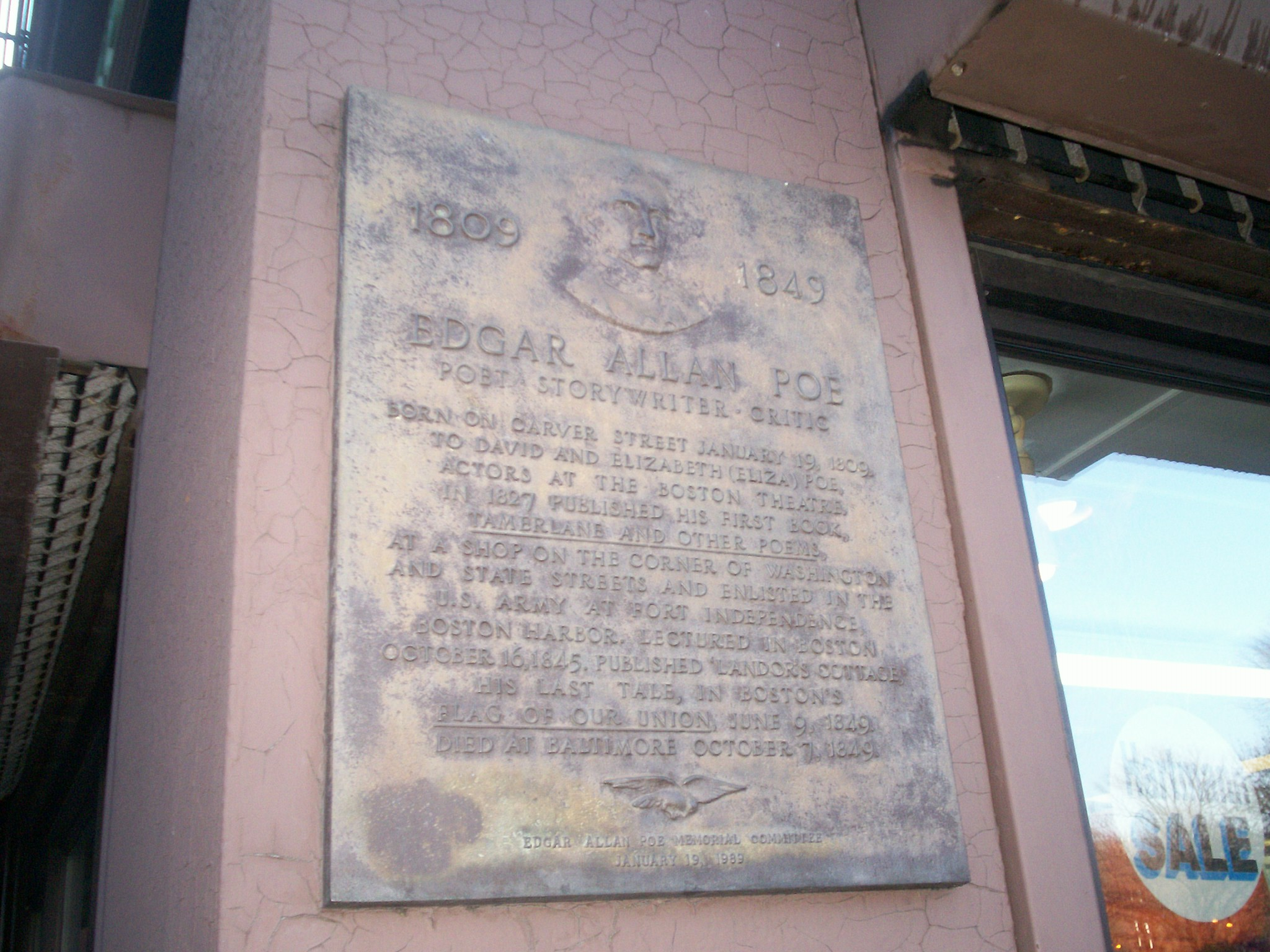
Denna plakett anger det ungefärliga läget för Poes födelseplats

Poe föddes som Edgar Poe i en skotsk-irländsk familj i Boston, Massachusetts den 19 januari 1809, som son till skådespelarna Elizabeth Arnold Hopkins Poe och David Poe, Jr. Hans mor gifte sig som femtonåring med skådespelaren Charles Hopkins i Alexandria, Virginia och hans far dog i Washington när han var 20 år gammal. Modern återupptog sin karriär i Richmond och gifte hon sig med David Poe Jr. Edgar Poe var det andra av tre barn och hade en äldre bror, William Henry Leonard Poe, och en yngre syster, Rosalie Poe. Hans far övergav familjen år 1810. Hans mor avled ett år senare i lungsot. Poe togs sedan om hand av John och Fanny Allan, ett framgångsrikt skotsk köpmanspar i Richmond, Virginia, som bedrev handel med olika sorters varor, bland annat tobak, tyger, vete, gravstenar och slavar. De var även kända för sin välgörenhet. Familjen Allan fungerade som fosterfamilj men adopterade aldrig Poe formellt, fastän de gav honom namnet Edgar Allan Poe.
Familjen Allan lät döpa den unge fostersonen i Amerikanska Episkopalkyrkan 1812. John Allan omväxlande skämde bort och skällde ut sin fosterson. Familjen, inklusive Allans hustru Frances Valentine Allan och Edgar, for till England 1815. Poe gick i grammar school i Irvine i Skottland (där John Allan hade fötts) en kort period under 1815, innan han anslöt sig till familjen i London år 1816. Han studerade vid en internatskola i Chelsea till sommaren 1817. Sedan skrevs han in vid Reverend John Bransby’s Manor House School i Stoke Newington, som då var en förort 6 kilometer norr om London. Bransby nämns vid namn som en person i novellen William Wilson.
Poe flyttade tillbaka med familjen Allan till Richmond, Virginia 1820. År 1825 avled John Allans vän och gynnare William Galt, som sades vara den rikaste mannen i Richmond, och efterlämnade flera kvadratkilometer fastigheter till Allan. Arvet uppskattades till 750 000 dollar. På sommaren 1825 firade Allan Poe sitt ökande välstånd genom att köpa ett tegelhus i två våningar med namnet Moldavia. Poe kan ha förlovat sig med Sarah Elmira Royster innan han skrev in sig vid det ett år gamla University of Virginia i februari 1826 med målsättningen att studera språk. Det ganska unga universitetet verkade efter grundaren Thomas Jeffersons ideal. Det hade strikta regler mot spel, hästar, skjutvapen, tobak och alkohol, men dessa regler nonchalerades i allmänhet. Jefferson hade infört ett system med självstyre som tillät studenterna att välja sina egna studier, ordna sitt eget boende och rapportera all misskötsel till lärarstaben. Detta unika system var fortfarande i oordning och andelen avhoppare var stor. Under sin tid där förlorade Poe kontakten med Royster och blev förskjuten av sin fosterfar på grund av spelskulder. Poe hävdade att han inte fått med sig tillräckligt mycket pengar för studieavgifter, kurslitteratur och hyra och inredning i ett sovrum. Allan skickade extra pengar och kläder, men Poes skulder ökade. Poe lämnade universitetet efter ett år. Han kände sig inte välkommen i Richmond, särskilt när han fick reda på att hans käraste Royster hade gift sig med en annan man, och reste i april 1827 till Boston, där han försörjde sig med diverse småjobb som kontorist och tidningsskribent. Här började han använda pseudonymen Henri Le Rennet.

### Militär karriär
När Poe inte kunde försörja sig tog han, den 27 maj 1827, värvning i USA:s armé som menig. Han använde namnet "Edgar A. Perry" och hävdade att han var 22 år fastän han egentligen var  18. Först var han i tjänst vid Fort Independence i Boston Harbor för fem dollar i månaden. Samma år gav han ut sin första bok, en 40 sidors diktsamling, Tamerlane and Other Poems, med författaren endast angiven som "a Bostonian." Bara 50 exemplar trycktes, och boken fick nästan ingen uppmärksamhet. Poes regemente fick postering vid Fort Moultrie i Charleston, South Carolina och gick till sjöss med briggen  Waltham den 8 november 1827. Poe befordrades till "artificer," en officer som förberedde granater till artilleriet, och fick sin månadslön fördubblad. Efter att ha varit i tjänst i två år och nått graden Sergeant Major for Artillery (den högsta grad en underofficer kan nå), försökte Poe avsluta sin femåriga värvning i förtid. Han avslöjade sitt verkliga namn och sina omständigheter för sin chef, löjtnant Howard, som bara ville låta Poe bli avförd om han försonades med John Allan. Howard skrev ett brev till Allan, men denne var avvisande. Flera månader gick och Allan ignorerade alla vädjanden. Möjligen skrev Allan inte ens till Poe att hans fostermor var svårt sjuk. Frances Allan avled den 28 februari 1829 och Poe kom på besök dagen efter hennes jordfästning. John Allan, som möjligen mjuknade av sin frus död, gick med på att stödja Poes försök att bli avförd för att få en plats vid United States Military Academy i West Point.
Poe blev slutligen avförd den 15 april 1829, efter att ha hittat en ersättare som kunde fullgöra värvningstiden åt honom. Innan han började på West Point flyttade Poe tillbaka till Baltimore en tid. Han bodde hos sin faster Maria Clemm, som var änka, hennes dotter Virginia Eliza Clemm (Poes kusin), sin bror Henry och sin invalidiserade farmor Elizabeth Cairnes Poe. Under tiden publicerade Poe sin andra bok, Al Aaraaf Tamerlane and Minor Poems i Baltimore 1829.
Poe for till West Point och skrev in sig som kadett den 1 juli 1830. I oktober 1830 gifte sig John Allan med Louisa Patterson. Äktenskapet, och bittra gräl med Poe om de barn som Allan fått utanför äktenskapet, ledde till att fosterfadern slutligen försköt Poe. Poe beslöt att lämna West Point genom att med flit bli ställd inför krigsrätt. Den 8 februari 1831 ställdes han inför rätta för grov pliktförsummelse och ordervägran för att ha vägrat delta i exercis, lektioner och närvaro i kyrkan. Poe förklarade sig oskyldig av taktiska skäl för att orsaka avsked, då han visste att han skulle förklaras skyldig. Han åkte till New York i februari 1831 och gav ut en tredje diktsamling, som helt enkelt hette Poems. Boken finansierades med hjälp från många av kadettkollegorna vid West Point, som skänkte vardera 75 cent, vilket gav totalt 170 dollar. De hade väntat sig dikter som liknade de satiriska verser som Poe hade skrivit om befälen. Diktsamlingen trycktes av Elam Bliss i New York, var märkt som "andra upplagan" och hade en sida med texten "Till USA:s kadettkår är denna volym högaktningsfullt tillägnad." I boken ingick omtryck av de långa dikterna "Tamerlane" och "Al Aaraaf" men även sex tidigare opublicerade dikter, däribland tidiga versioner av "To Helen," "Israfel" och "The City in the Sea."

### Publicistisk karriär
Poe återvände till sin faster, bror och kusin i Baltimore i mars 1831. Brodern Henry avled av tuberkulos i augusti 1831. Poe ägnade sig nu åt prosa, och fick in några berättelser i en publikation i Philadelphia. Han började också arbeta på sitt enda drama, Politian. Saturday Visitor, en tidning i Baltimore, belönade Poe med ett pris i oktober 1833 för "Handskrift funnen i en flaska" "(MS. Found in a Bottle)." Berättelsen gjorde att John P. Kennedy, en rik man i Baltimore, fick upp ögonen för honom. Kennedy hjälpte Poe att få några av sina noveller publicerade, och presenterade han honom också för Thomas W. White, redaktör för Southern Literary Messenger i Richmond. Poe blev biträdande redaktör för tidskriften i juli 1835. Inom några veckor blev han avskedad efter att ha kommit till arbetet berusad upprepade gånger. När han återvänt till Baltimore gifte han sig i hemlighet med sin kusin Virginia Clem, den 22 september 1835. Hon var då 13 år, men anges i äktenskapsbeviset som 21.

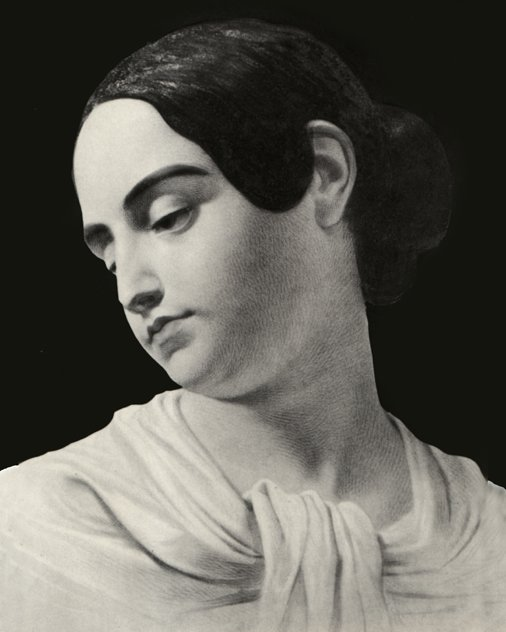
Poe gifte sig med sin 13-åriga kusin Virginia Clemm. Hennes tidiga död kan ha inspirerat en del av hans författande.

Efter att ha lovat bättring blev Poe återanställd av White. Han återvände till Richmond med sin hustru och sin svärmor. Han var kvar vid Messenger till januari 1837. Under denna period ökade dess upplaga från 700 till 3500. Han publicerade flera dikter, bokrecensioner, kritik och berättelser i tidningen. Den 16 maj 1836 gifte han sig för andra gången med Virginia Clemm i Richmond, denna gång offentligt.
Arthur Gordon Pyms äventyr (The Narrative of Arthur Gordon Pym) publicerades 1838 och fick stort gensvar. På sommaren 1839 blev Poe biträdande redaktör för Burton's Gentleman's Magazine. Han publicerade ett stort antal artiklar, berättelser och recensioner, och stärkte det rykte om att vara en sträng kritiker som han hade fått vid Southern Literary Messenger. Samma år publicerades samlingen Tales of the Grotesque and Arabesque i två band. Även om den inte blev en ekonomisk framgång var den en milstolpe i USA:s litteraturhistoria och innehöll sådana klassiker som "Huset Ushers undergång" ("The Fall of the House of Usher"), "Berenice" "Ligeia" och "William Wilson." Poe lämnade Burton's efter ungefär ett år och fick plats som assistent vid Graham's Magazine.
I juni 1840 publicerade Poe ett prospekt som tillkännagav hans avsikter att starta sin egen tidskrift, The Stylus. Ursprungligen avsåg Poe att kalla tidskriften The Penn, eftersom den skulle ha varit baserad i Philadelphia, Pennsylvania. Poe köpte reklamplats för sitt prospekt i numret för den 6 juni 1840 av Saturday Evening Post i Philadelphia: "Prospekt för Penn Magazine, en månatlig litterär tidskrift som ska redigeras och publiceras i staden Philadelphia av Edgar A. Poe." Tidskriften utkom aldrig. 
En kväll i januari 1842 uppvisade Virginia Poe de första tecknen på tuberkulos, medan hon sjöng och spelade piano. Poe beskrev det som att ett blodkärl i hennes hals brustit. Hon återhämtade sig endast delvis. På grund av hustruns sjukdom började Poe att dricka alltmer. Han lämnade Graham's och försökte hitta en ny anställning. Ett tag sökte han statlig tjänst. Han återvände till New York, där han arbetade kortvarigt vid Evening Mirror innan han blev redaktör för Broadway Journal och sedermera ensam ägare. Där blev han inblandad i en högröstad offentlig fejd med Henry Wadsworth Longfellow. Den 29 januari 1845 publicerades hans dikt "Korpen" i Evening Mirror och blev en stor folklig framgång, som gjorde Poe till ett känt namn nästan omedelbart.

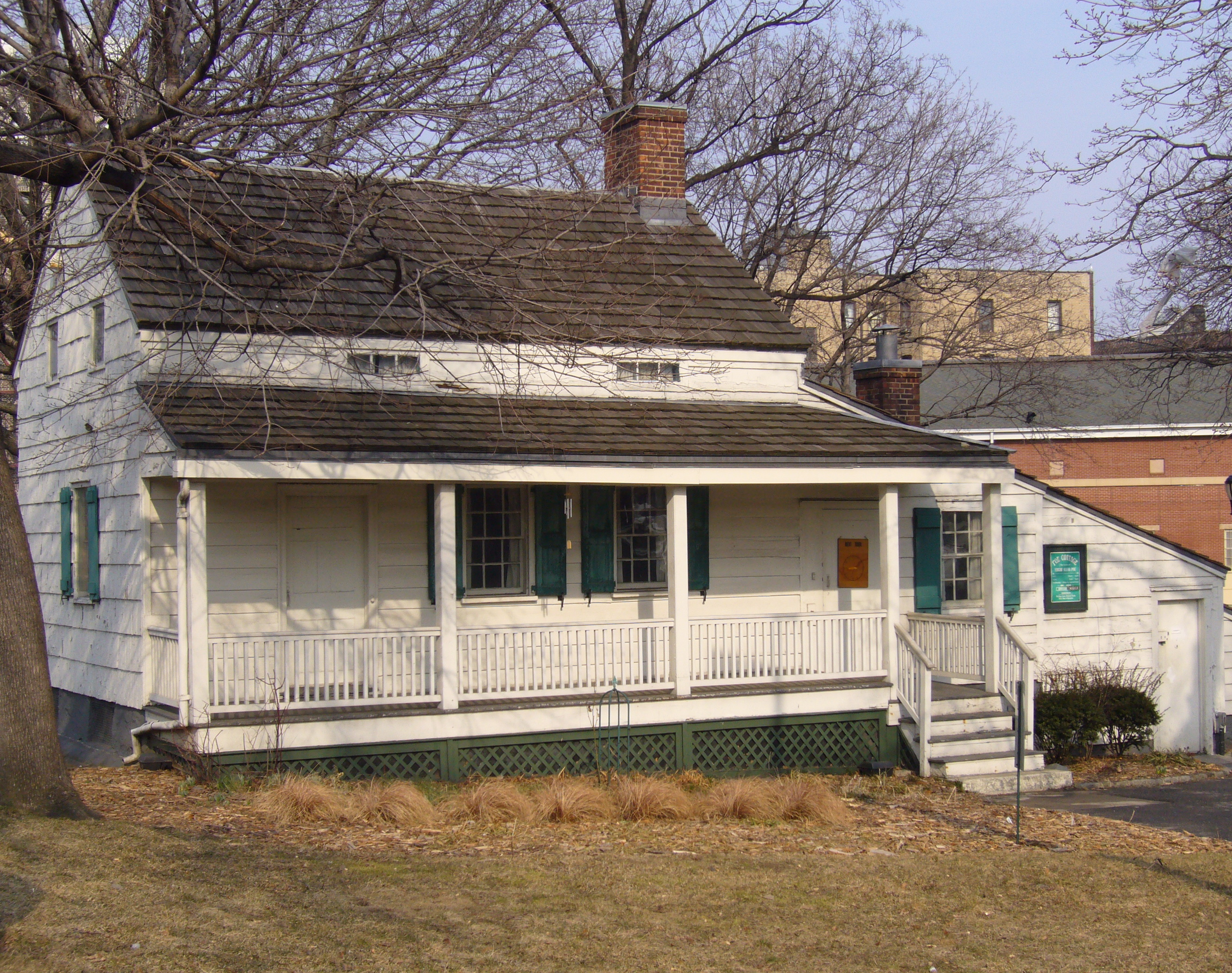
Poe tillbringade de sista åren av sitt liv i en liten stuga i Bronx, New York.

Broadway Journal gick omkull 1846. Poe flyttade till en stuga i Fordham området i Bronx i New York. Han var förtjust i jesuiterna vid Fordham University och gick ofta omkring på universitetsområdet och konverserade med både studenter och lärare. Universitetets klocktorn inspirerade honom till att skriva "The Bells." Poes stuga ligger i sydöstra hörnet av Grand Concourse och Kingsbridge Road. Virginia Poe dog där den 30 januari 1847. Biografer och kritiker föreslår ofta att Poes vanliga tema "en vacker kvinnas död" härstammar från de upprepade förlusterna av kvinnor under hans liv, däribland hans fru.
Efter hustruns död blev Poe alltmer labil. Han började uppvakta poeten Sarah Helen Whitman, som bodde i Providence, Rhode Island, men deras förlovning gick i stöpet. Detta sägs ha berott på Poes drickande och nyckfulla beteende, men det finns även starka tecken på att Whitmans mor lade sig i och gjorde mycket för att bryta deras förhållande. Poe  återvände sedan till Richmond där han återupptog ett förhållande med barndomskärleken Sarah Elmira Royster.

## Död

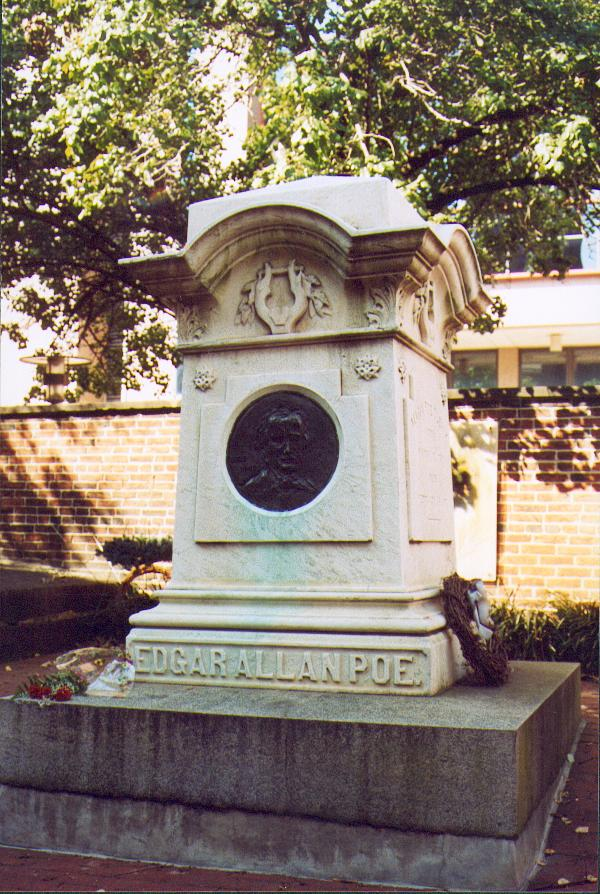
Edgar Allan Poe är begravd i Baltimore. Omständigheterna kring hans död är mycket mystiska och den verkliga dödsorsaken är osäker.

Den 3 oktober 1849 hittades Poe på en gata i Baltimore yrande och "i stor vånda, och... i behov av omedelbar hjälp," enligt mannen som fann honom. Han fördes till Washington College Hospital, där han avled tidigt på morgonen den 7 oktober. Poe var aldrig vid sans tillräckligt länge för att kunna förklara hur han hamnat i sitt svåra tillstånd och märkligt nog var iförd kläder som inte var hans egna. Poe sägs upprepade gånger ha ropat namnet  "Reynolds" under natten före sin död. Enligt vissa källor ska Poes sista ord ha varit "Herre, hjälp min arma själ." Poe led av anfall av depression och vansinne och kan ha gjort ett självmordsförsök 1848.
Poe avled slutligen på söndagen den 7 oktober 1849 klockan 5.00 på morgonen. Den exakta dödsorsaken är fortfarande ett mysterium.

### Griswolds "Memoir"
Den dag då Edgar Allan Poe blev begravd publicerades en lång dödsruna i New York Tribune, undertecknad "Ludwig". Artikeln började med: "Edgar Allan Poe är död. Han avled i Baltimore i förrgår. Detta tillkännagivande kommer att förbluffa många, men få kommer att sörja." "Ludwig" identifierades snart som Rufus Griswold, en mindre betydande redaktör som hade haft ett horn i sidan till Poe sedan 1842. Griswold lyckades på något sätt bli förvaltare av Poes litterära kvarlåtenskap och försökte förstöra Poes rykte efter hans död. 
Rufus Griswold skrev en biografisk "Memoir" om Poe, som han inkluderade i en utgåva av de samlade verken 1850. Griswold beskrev Poe som en depraverad, drucken, påtänd galning och infogade förfalskade brev som bevis. Griswolds bok underkändes av dem som kände Edgar Allan Poe väl, men verket blev ändå en allmänt accepterad beskrivning, bland annat för att den länge var den enda tillgängliga fullständiga biografin. Den blev omtryckt många gånger, delvis p.g.a. att den tycktes stämma med den "berättarröst" Poe använde i en stor del av sin skönlitteratur.

## Litteratur- och konstteori

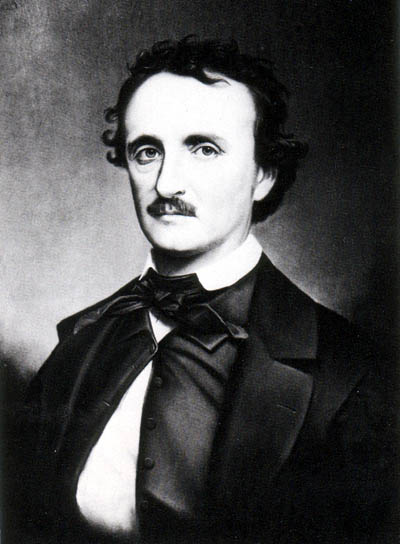
Porträtt utfört av Oscar Halling på 1860-talet efter en daguerreotyp från 1849.

## Litterärt arv

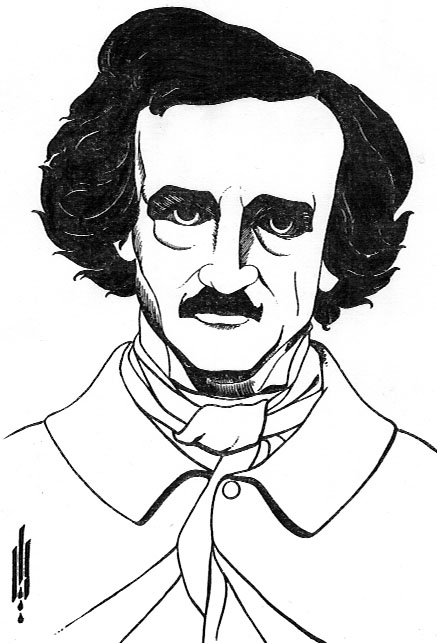
Edgar Allan Poe ritad av Aubrey Beardsley

### Bevarade hem, landmärken och museer

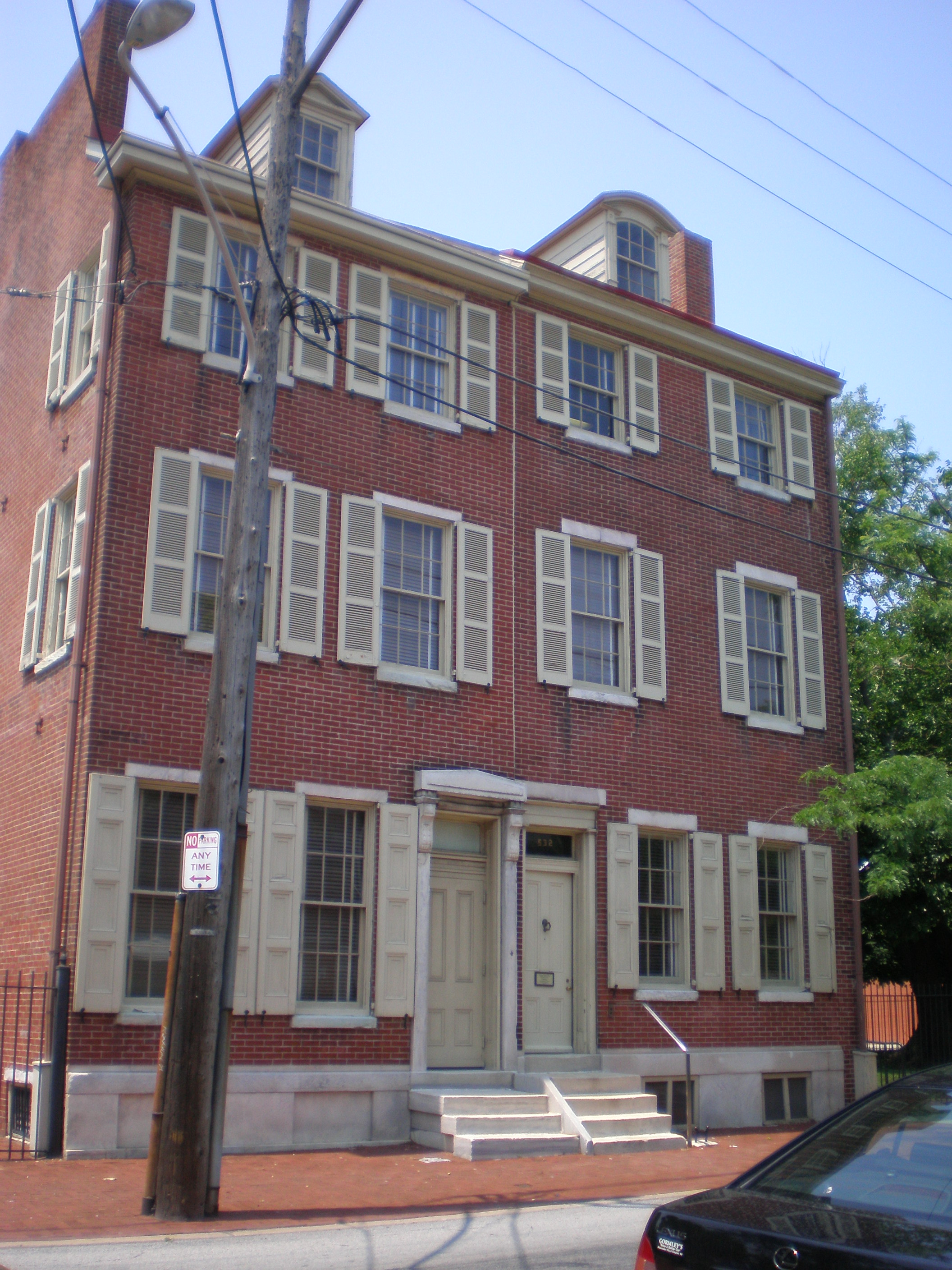
Edgar Allan Poe National Historic Site i Philadelphia är en av flera av Poes bostäder som har bevarats.